# Brad Gowans

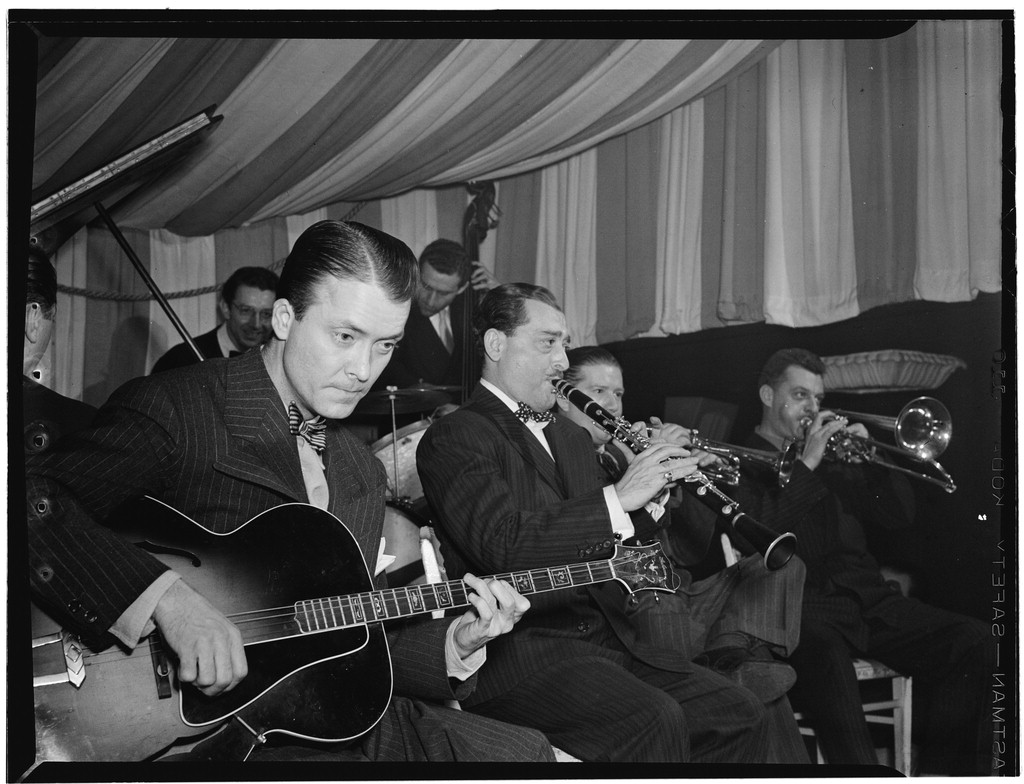
(Vorn, von links:) Eddie Condon, Tony Parenti, Wild Bill Davison, Brad Gowans, (hinten:) Jack Lesberg und Freddie Ohms, bei einem Auftritt im Eddie Condon's, New York, ca. Juni 1946.
Fotografie von William P. Gottlieb.

Brad Gowans (* 3. Dezember 1903 in Billerica/Massachusetts als Arthur Bradford Gowans; † 8. September 1954 in Los Angeles) war ein US-amerikanischer Jazzmusiker (Posaune, Ventilposaune, Klarinette, Kornett, Altsaxophon) und Arrangeur.

## Leben und Wirken
Gowans begann seine Karriere als Klarinettist und Ventilposaunist in den Orchestern von Perley Breed, der Rhapsody Makers Band und der Tommy DeRosa's New Orleans Jazz Band. 1926 entstanden seine ersten Aufnahmen unter der Bandbezeichnung Brad Gowans Rhapsody Makers.  Im selben Jahr wirkte er bei Aufnahmen von Red Nichols mit und war als Kornettist bei Joe Venuti beschäftigt, dann in der Jimmy Durante Jazz Band. Zwischen 1927 und 1929 spielte er bei Mal Hallett und Bert Lown. 1936 arbeitete er zeitweise außerhalb der Musikszene, bevor er bei Bobby Hackett spielte. 1938 war er in Boston bei Frank Ward, dann bei Wingy Manone und erneut bei Bobby Hackett. 1939/40 gehörte er Bud Freemans Summa Cum Laude Band an.
Danach gehörte er zu den regelmäßig in New Yorker Dixieland-Jazzclub Nick's auftretenden Musikern; 1945/46 spielte er in der Ray McKinley Bigband und bei Art Hodes; in dieser Zeit reaktivierte er die Original Dixieland Jazz Band, in der er Klarinette spielte und mit der er eine Reihe von Platten aufnahm. Als Brad Gowans’ New York Nine nahm er im April 1946 mit Billy Butterfield, Arthur Rollini, Jack Lesberg und Dave Tough in Los Angeles auf. Danach arbeitete er bei Max Kaminsky und in der Jimmy Dorsey Bigband, 1949/50 bei Nappy Lamare. Nach dem Ende der Bigband-Ära war Gowans als freischaffender Musiker in Kalifornien und in Las Vegas tätig. Während eines Auftritts mit dem Eddie Skrivanek Sextett erlitt er im Januar 1954 einen Kreislaufkollaps, von dem er sich nicht mehr erholte; er starb acht Monate später.
Während seiner Karriere schrieb er Arrangements für Aufnahmen von Bud Freeman und Lee Wiley. Außerdem erfand er das Instrument Valide, eine Kombination aus Zug- und Ventil-Posaune, die sich aber nicht durchsetzen konnte. Unter eigenem Namen nahm er insgesamt vier Schallplattenseiten in den Jahren 1926, 1927 und 1934 auf; außerdem 1946 ein Album für Victor Records.

## Lexikalische Einträge
- Carlo Bohländer, Karl Heinz Holler: Reclams Jazzführer (= Reclams Universalbibliothek. Nr. 10185/10196). Reclam, Stuttgart 1970, ISBN 3-15-010185-9.
- Leonard Feather, Ira Gitler: The Biographical Encyclopedia of Jazz. Oxford University Press, New York 1999, ISBN 0-19-532000-X.